# Hydrangea petiolaris

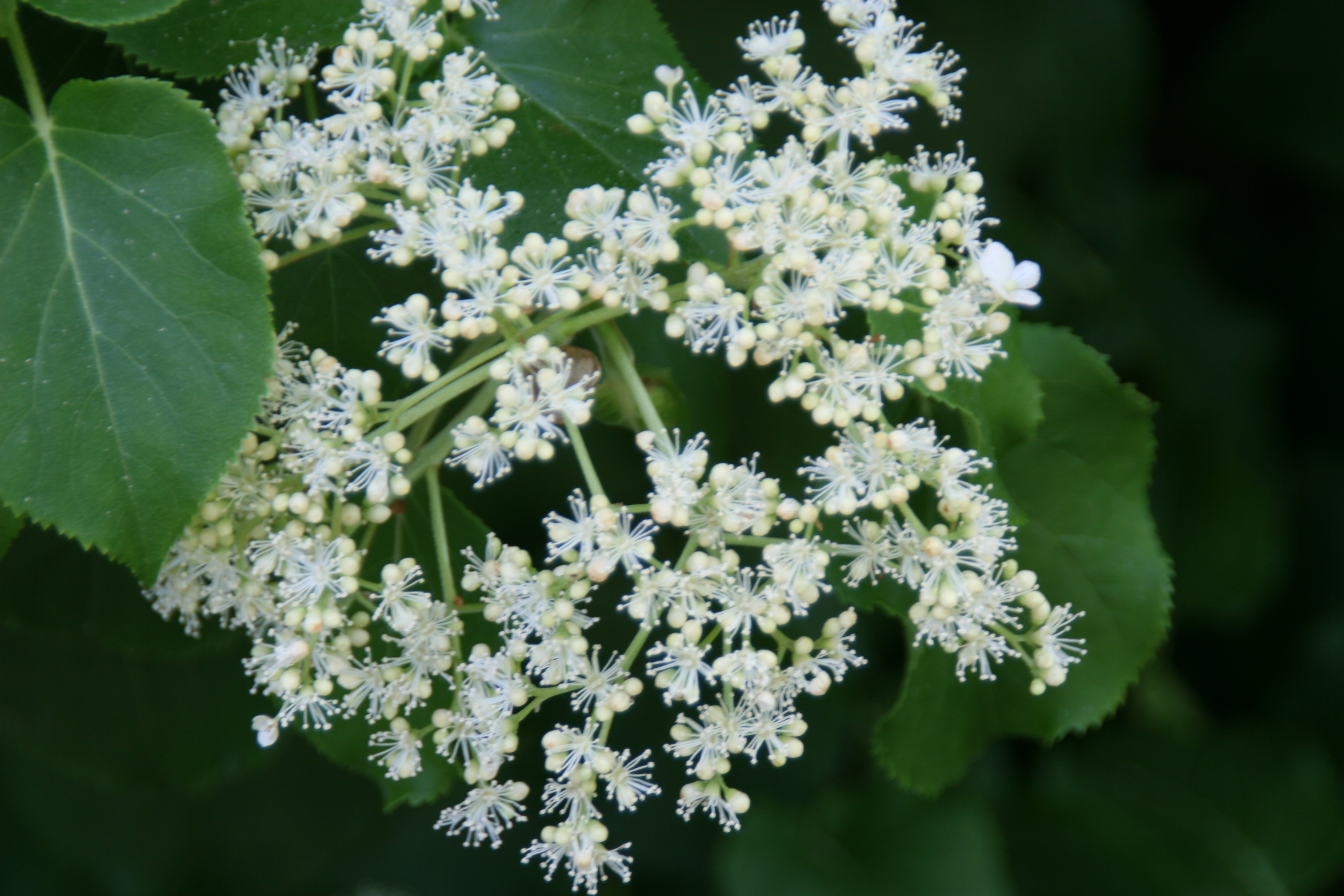

La Hydrangea petiolaris, comunemente conosciuta come ortensia rampicante, è una pianta rampicante legnosa appartenente alla famiglia delle Hydrangeaceae. Originaria delle regioni orientali dell'Asia, inclusi Giappone, Corea e Cina, cresce naturalmente nelle foreste e lungo i margini dei boschi, dove si arrampica su alberi e arbusti.
Caratteristiche della pianta:
- Foglie: Le foglie della Hydrangea petiolaris sono grandi, persistenti, lucide e di colore verde scuro. Sono di forma ovale o a cuore e sono disposte in modo opposto lungo i fusti rampicanti. Le foglie hanno un picciolo lungo, da cui deriva il nome "petiolaris".
- Fiori: I fiori della Hydrangea petiolaris sono riuniti in infiorescenze a corimbo, costituite da numerosi fiori piccoli e profumati. I fiori possono essere di colore bianco o crema e sbocciano in primavera, creando uno spettacolo di bianco luminoso contro il verde scuro delle foglie.
- Fusto e crescita: Questa pianta è caratterizzata da fusti legnosi e robusti che si arrampicano sulle superfici grazie a radici aeree. La Hydrangea petiolaris è una pianta vigorosa che può raggiungere altezze considerevoli, fino a circa 12 metri, e può coprire ampie superfici verticali. La sua crescita è moderatamente veloce, e può richiedere qualche anno per raggiungere la piena maturità.

Ambiente e coltivazione:
- Terreno: Preferisce terreni fertili, ben drenati e ricchi di materia organica.
- Esposizione: Cresce bene in posizioni parzialmente ombreggiate, ma può tollerare anche il pieno sole, soprattutto se il terreno è sufficientemente umido.
- Clima: È una pianta resistente al freddo e può sopravvivere a temperature rigide. Tuttavia, in alcune zone potrebbe perdere parte delle foglie durante l'inverno se esposte a temperature estreme.

Manutenzione:
- Potatura: Richiede una potatura leggera per controllare la crescita e mantenere la forma desiderata. La potatura può essere eseguita dopo la fioritura primaverile.
- Supporto: Può beneficiare di un supporto strutturale, come un traliccio o una griglia, per aiutarla a salire e mantenere una forma ordinata.

La Hydrangea petiolaris è una pianta molto apprezzata per il suo aspetto ornamentale e la sua capacità di coprire superfici verticali con foglie lucide e fiori profumati, aggiungendo fascino e interesse ai giardini e ai paesaggi.